# Warren Perkins
Warren Charles Perkins (New Orleans, 2 febbraio 1924 – New Orleans, 12 settembre 2014) è stato un cestista statunitense, professionista nella NBA.

## Carriera
Venne selezionato dai Providence Steamrollers nel Draft BAA 1949.